# Mal (Re supremo irlandese)
Mal, figlio di Rochraide (fl. II secolo), è stato un leggendario re supremo irlandese del II secolo.

## Biografia
Prese il potere detronizzando Tuathal Teachtmhar. Regnò per quattro anni quando fu detronizzato dal figlio di Tuathal, Fedlimid Rechtmar.